# Famille Baillet
Pour les articles homonymes, voir Baillet.
La famille Baillet est une famille noble française éteinte originaire de Paris.

## Filiation
- Henri Baillet (cité 1347), trésorier du roi de France Philippe VI. Il épouse Jeanne des Essarts.
  - Jean Ier Baillet (assassiné à Paris en 1358), anobli en 1337, trésorier de Charles de France (futur Charles VI. Il épouse Jacqueline d'Ay.
    - Miles Baillet, (ca.1348 - ca.1424), cité 1358-1418, trésorier des finances du roi Charles VI. Il épouse Denise Boucher.
    - Pierre Baillet, Seigneur de Sceaux, maître des requêtes ordinaires de l'Hôtel des rois Charles VI et Charles VII.. Il épouse Marie de Vitry.
      - Jean II Baillet, (1400-1477), seigneur de Sceaux, conseiller au parlement de Paris, maître des requêtes ordinaires de l'Hôtel des rois Charles VII et Louis XI, conseiller du roi Louis XI, rapporteur de la Chancellerie. Il épouse Nicole de Fresnes.
        - Jean III Baillet, (?-1513), conseiller au parlement de Paris et des requêtes du Palais, évêque d'Auxerre en 1477.
        - Thibault Baillet, dit " Le Bon Président " (1445-1525), seigneur de Sceaux, conseiller au parlement de Paris, maître des requêtes ordinaires de l'Hôtel du roi (1472), grand rapporteur de la Grande chancellerie de France, président à mortier au parlement sous les règnes de Charles VIII, Louis XII et François Ier. Il épouse Jeanne d'Aunoy.
          - Anne Baillet, (?-1583), dame de Tresmes, Goussainville, Vincy, Orville, Manœuvres et Louvres en Parisis, épouse de Aymard de Nicolaÿ, 1er président de la chambre des comptes de Paris.
          - René Baillet, (?-1579), seigneur de Sceaux, Tresmes et Silly, avocat au parlement de Paris, puis conseiller commissaire député de la cour pour les Grands Jours de Poitiers, maître des requêtes ordinaires de l'Hôtel du Roi(1550), 1er président du parlement de Bretagne. Il épouse Isabeau Guillart.
            - Charlotte Baillet épouse en juin 1577 Louis Potier sgr marquis de Gesvres, comte de Tresviers, baron de Montjay et du Fresnoy, qui deviendra Sgr de Sceaux en 1597, Bourg-la-Reine, Plessis-Picquet ( = Plessis-Robinson), conseiller du roi, secrétaire des commandements du roi.
            - Isabeau Baillet épouse Nicolas III Potier.
            - André Baillet, (?-1579), seigneur de Sceaux et Silly, gentilhomme ordinaire de la Chambre du roi, bailli du palais à Paris. Épouse en décembre 1577 Catherine Luillier.
            - Renée Baillet, (?-1614), dame de Bonneuil et de Sceaux, La Norville, Carmeaux, épouse Jean de Thou.

## Châteaux et demeures
- 1er château de Sceaux ;
- château de Tresmes

## Terres
- Sceaux (Hauts-de-Seine)
- Tresmes

## Armes
| Image | Armoiries de la famille                                                                            |
| ----- | -------------------------------------------------------------------------------------------------- |
|       | Selon Jean-Baptiste Rietstap D'azur à la bande d'argent accompagnée de deux dragons d'or           |
|       | Selon Pol Potier de Courcy D'azur à la bande d'argent, accostée de deux griffons d'or (Sceau 1501) |